# Fernando Casanova
Fernando Casanova (eigentlich Fernando Gutiérrez López; * 24. November 1925 in Guadalajara (Mexiko), Jalisco; † 16. November 2012 in Mexiko-Stadt) war ein mexikanischer Schauspieler.

## Leben
Casanova debütierte im Jahr 1946 auf der Leinwand, als er in La vida íntima de Marco Antonio y Cleopatra eine kleine, nicht in den Angaben geführte Rolle spielte. Sein Durchbruch gelang etliche Jahre später, 1953, als er für Produzent Raul De Anda in El águila nera die Titelrolle des draufgängerischen Abenteurers übernahm, nachdem er für Luis Buñuel im Jahr zuvor gespielt hatte, und neben María Félix auftrat. Bis in die 1970er Jahre spielte er in zahlreichen mexikanischen Erfolgsfilmen wie Los bandidos de Río Frío, Escuela de vagabundos (beide 1954), Cuatro contra el imperio (1955), Rebeca Iturbide y Charito Granados und El hombre de Alázan (beide 1958) sowie Mecánica nacional (1973). Meist waren es Abenteuerfilme, darunter viele Western – auch in spanisch produzierten war er mit dem Pseudonym Fred Canow zu sehen – sowie Comedias rancheras, „spezifisch mexikanische Bezeichnung für das lokal weitgehend auf Mexiko beschränkte Genre der folkloristisch-nostalgischen Ranch-Komödie über erotische Verwicklungen des Landlebens mit viel Musik, Liedern und Tanzeinlagen, wie sie seit den politisch unruhigen 1930er Jahren dort beliebt war.“ Seine Filmografie wird im Guinness-Buch der Rekorde erwähnt: Unter den annähernd 200 finden sich so viele mit Casanova in der Hauptrolle, sodass er diesen Rekord innehat. Noch 2007 spielte er in einem auf Video produzierten Werk.

## Filmografie (Auswahl)
- 1949: Die Herrin von Soto (La malquerida)
- 1952: El mártir del calvario
- 1953: Er (El)
- 1963: Mit Colt und Maske (Il segno del Coyote)
- 1964: Der Rächer von Golden Hill (Cuatro balazos)
- 1987: Scorpion Force – Das Kommando (Policía judicial federal)
- 2007: La estampa del escorpion